# 人見絹枝
人見絹枝（日语：／ Hitomi Kinue，1907年1月1日—1931年8月2日），日本田徑運動員，出身於岡山縣御津郡福濱村福成（現岡山市福成），曾經是100公尺、200公尺與跳遠的世界紀錄保持人，也是日本首位獲得奧運獎牌的女子選手。胡适在其日记中称她“长身短裙，矫健活泼，真东方之新妇人也”。1931年因肺结核病逝。享年24歲。

## 生平
1907年（明治40年）1月1日出生于冈山县御福郡福浜村福成（现在位于冈山市南区福成），父母是人见猪作和岸江，是家中第二女（有一个姐姐）。人见家是种植水稻的富裕自耕农，小时候喜欢在河中捉鱼或者老鹰抓小鸡的游戏，朋友都说她更像一个男孩子。
1913年（大正2年）4月入学福浜村立福浜寻常高等小学，曾经在学校中从二楼一跃而下，是一个非常活泼的少女。同时，学习成绩也相当优秀，特别是国语科目，在班中担任级长。六年级的时候学会了短歌，匿名向少女杂志投稿。1919年从寻常科毕业后准备进入高等科，父亲不理会当时“女性不需学问”的文化传统劝说绢枝报考高等女学校，最终成功考入冈山县立冈山高等女学校（现在的冈山县立冈山操山高校）。
1920年（大正9年），正式进入冈山县立冈山高等女学校，当时从家里到学校有6公里距离，她直接徒步上学。校长和气昌郎提倡“全人教育”，鼓励女生参加网球和排球的对外比赛。人见参加的网球大会上输给了冈山县女子师范学校（现在的冈山大学教育学部）后非常不甘心，她高价购买网球拍，每天练习到傍晚6点。家中对她被太阳晒伤成黑色的皮肤很有意见，但是父亲猪作坚定支持她的选择。1921年5月的冈山县网球大会上，人见和浮田组合击败了冈山女师组合，拿回了优胜锦旗，被誉为“关西第一前锋”、“网球之人见”。1923年11月4日，大阪朝日新闻冈山通信部主办的第二届冈山县女子体育大会（在冈山女师举行），患脚气病的人见仍然发挥出色，在跳远项目中取得了4.67米的日本记录（非正式），并拿下冠军。

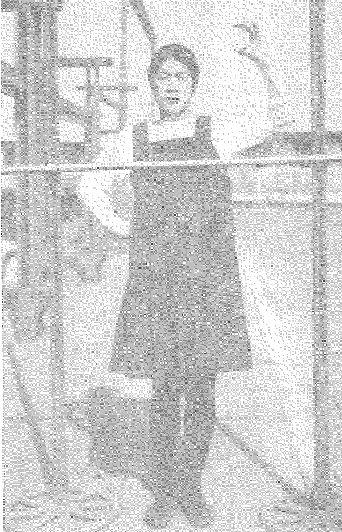
1924年在二阶堂体操塾

1924年（大正13年）4月进入二阶堂体操塾，接受塾长二阶堂トクヨ的指导。10月参加第三届冈山县女子体育大会的三级跳远项目，取得10.33米的世界记录（非正式）。11月参加在东京明治神宫举办的全日本锦标赛，三级跳远成绩为10.38米，标枪成绩为26.37米。
1925年从体操塾毕业，担任京都市立第一高等女学校（现京都市立堀川高校）的体操教师。二阶堂邀请她作为体操技巧讲师前往台湾巡回演讲，回国后担任二阶堂体操塾的研修生，帮助本塾被认定为专门学校（日本女子体育专门学校）。10月，参加第四届陆上竞技选手权大会，50米赛跑以6.8秒夺冠。三级跳远获得11.62米的世界记录（非正式）。11月参加第二届明治神宫竞技大会，50米拿下7.0秒成绩，三级跳远获得11.35米的成绩，全部夺冠。

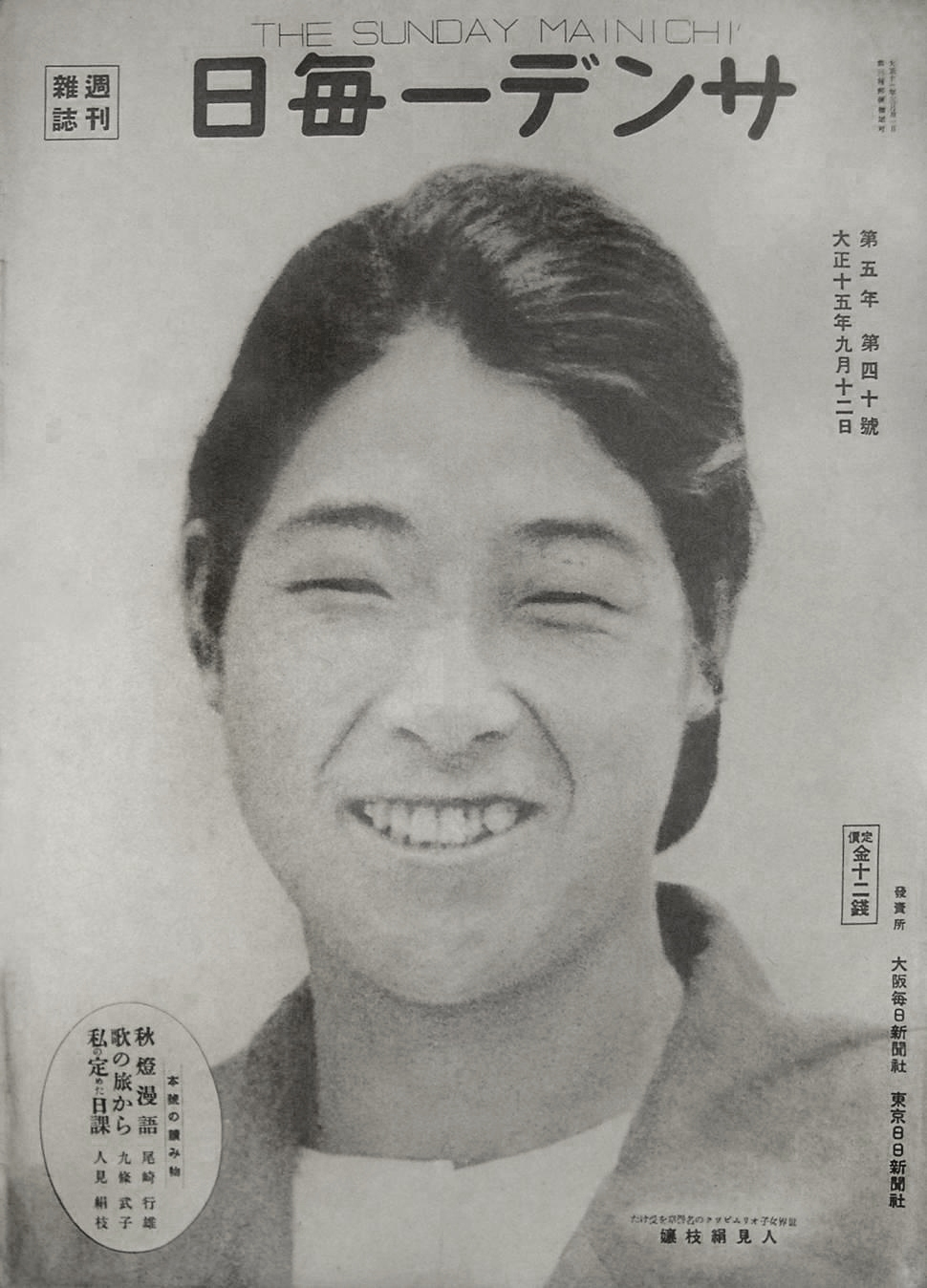
1926年《星期天每日》杂志上的人见

1926年加入大阪每日新闻，担任运动课课员。东京大阪每日新闻社联合主办的四大陆上竞技大会—第一届女子竞技大会上50米拿到7.0秒，三级跳远拿到10.76米的成绩，全部夺冠。5月人见参加第二届关东陆上竞技选手权大会，100米赛跑拿到13.6秒，获得冠军。铅球拿到9.97米的日本记录。在美吉野举行的第三届日本女子奥林匹克大会上以非正式运动员的身份参加，跳远成绩5.6米，铅球9.39米，扔棒球25米。6月，东京日日新闻主办第二届女子体育大会中，200米赛跑拿到27.6秒的成绩，跳远5.75米的日本记录。作为表演赛的4×100米接力赛跑，人见与其他三人组合获得52.2秒的日本记录。8月，人见第一次出国参加在哥德堡举行的第二届女子世界运动会，是唯一一位日本参赛队员。跳远拿到5.5米的世界记录。立定跳远拿到2.47米夺冠，铁饼拿到32.62米获得第二，100码赛跑12.0秒获得第三，60米跑获得第五，250米跑获得第六，标枪和铅球弃权。人见拿到15分获得国际女子运动联合会办法的名誉奖。这次出国对人见的影响深远，她认识到国外田径运动的发展情况，不能只靠自己单独训练，以及专门田径教练和常规训练的重要性，后来都写入自己的著书中。

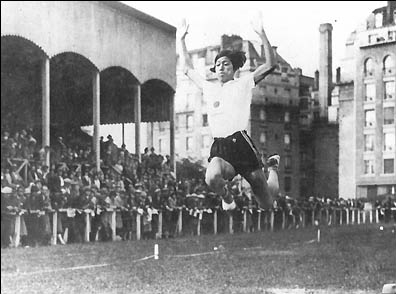
1926年女子世界運動會跳遠

1927年4月，邀请谷三三五担任教练，参加东京日日新闻主办的第三届女子体育大会。200米跑拿下26.1秒的成绩，立定跳远拿到2.61米的成绩，都是当时的非官方世界记录。跳远拿到5.54米夺冠。之后参加大阪健母会主办的第四届日本女子奥林匹克大会，400米跑拿到61.2秒的成绩夺冠，50米跑拿到6.8秒，因为同时间不敌日方高等女学校（现在和歌山县立海南高校）的桥本静子屈居亚军，这是人见在国内赛场第一次失冠。6月参加大阪女子体育研究会主办的第七届大阪女子运动大会，100米跑获得12.4米的成绩，打破当时的世界纪录。8月参加第十四届全日本陆上竞技选手权大会，50米跑获得6.7秒，100米跑获得12.8秒，全部取胜。10月参加大阪体育协会主办的第六届陆上竞技选手权大会暨明治神宫体育大会近畿预选赛，50米拿到6.5秒，100米获得12.4秒，再次打破自身的世界纪录。11月在第四届明智神宫体育大会上跟双胞胎寺尾姐妹竞争，50米拿到6.4秒（世界记录），100米拿到12.5秒夺冠。
1928年5月，参加健母会第五届日本女子奥林匹克大会，400米拿下59秒的世界纪录（非正式），100米拿下12.8秒。在田径三项中拿到194分，其中100米拿到12.4秒的世界记录（非正式），跳高成绩是1.43米，标枪是28.89米。第十五届全日本陆上竞技选手权大会，100米拿下12.2秒，跳远拿到5.98米，全部刷新世界记录。6月在伦敦参加国际俱乐部锦标赛，跳远拿到5.59米，击败英国运动员缪丽尔·甘恩（Muriel Gunn）夺冠。但在100码跑预赛中被淘汰。7月继续在伦敦参加A.A.A女子锦标赛，220码跑拿到26.2秒（预赛时候拿到25.8秒刷新世界记录），标枪拿到35.96米夺冠。但是在100码跑和跳远项目上面都输给了甘恩。

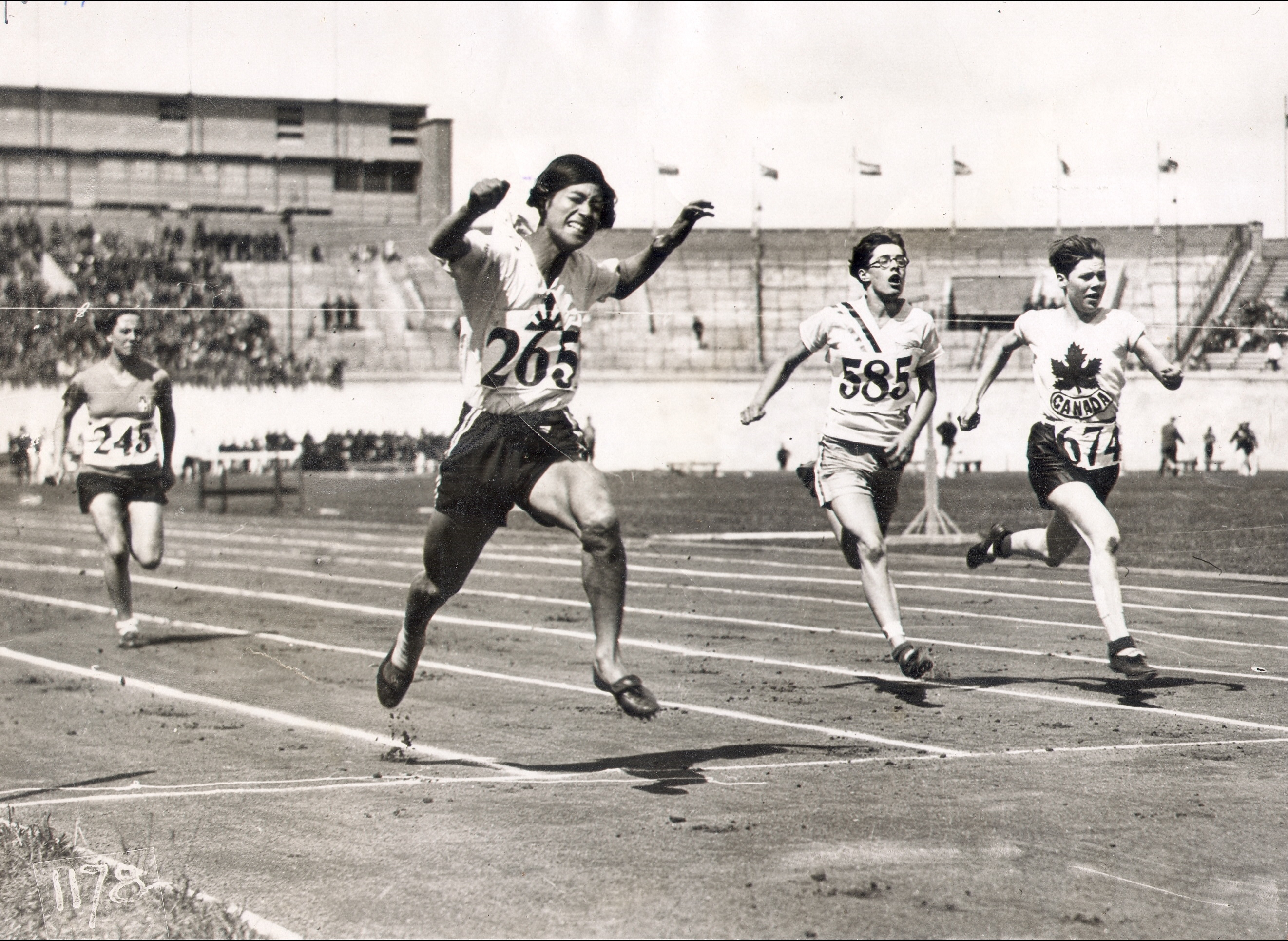
1928年参加阿姆斯特丹奥运会100米

1928年，人见参加在阿姆斯特丹举行的1928年夏季奥林匹克运动会，是第一个出战奥运的日本女运动员，她基本参加了所有女子项目（包括100米跑、800米跑、铁饼和跳高）。7月30日，从100米预赛晋级，但在半决赛中只跑出12.8秒的成绩排名第四被淘汰出局。8月1日，从800米预赛晋级。8月2日，在800米决赛中拿到2分17秒的成绩，获得银牌（冠军是德国的莉娜·拉德克），这也是日本女运动员第一次拿到奥运奖牌。8月5日参加跳高预赛，最终未能晋级，成绩是1.4米。

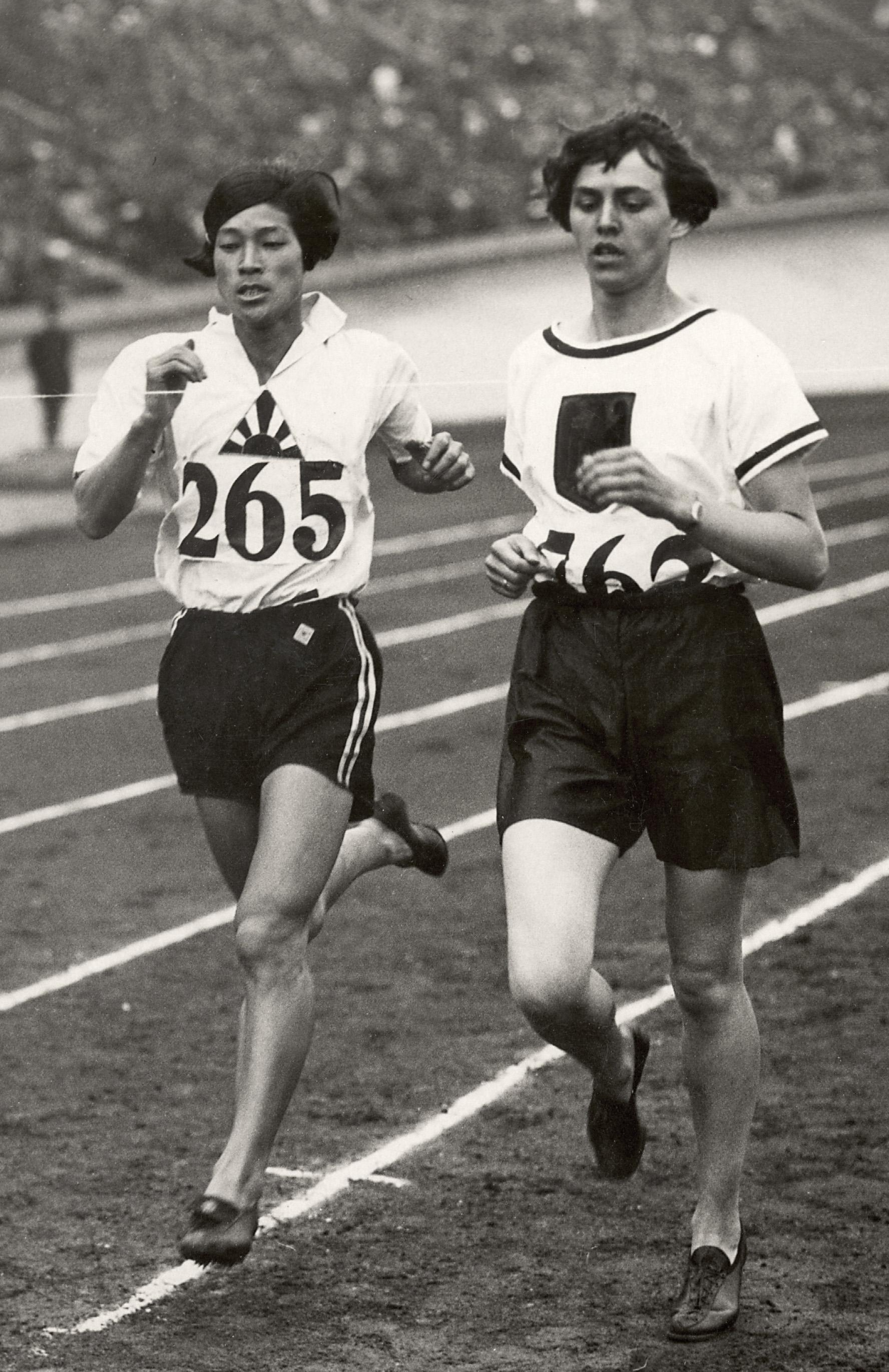
1928年夏季奧林匹克運動會800公尺決賽

8月，参加在柏林举行的国际锦标赛，跳跃5.51米夺冠。标枪36.58米拿到亚军，100米预赛未能晋级，800米2分23.9秒拿到冠军。10月，回到日本参加大阪体育协会主办第七届陆上竞技选手权大会，在100米跑中再次输给桥本静子（因落败未计时）。桥本静子的成绩是13.2秒。400米接力赛中所在的队伍拿到53.2秒夺冠。
之后暂时离开运动项目，到第二年春天重新开始训练。除了参加各项赛事以外，还需要参与提携后辈、巡回演讲、为大赛筹措资金等事务，非常忙碌。
1929年4月，人见参加第六届日本女子奥林匹克大会。田径三项拿到217分的世界最高分（100米12.4秒、跳高1.45米、标枪32.13米），200米跑26.8秒夺冠。5月参加东京日日新闻主办的第五届女子体育大会，200米跑出24.7秒的新世界纪录。跳远5.92米夺冠，铁饼掷出34.18米为新日本记录。8月作为国际女子奥林匹克大会预选队员参加了为期两周的集训。10月参加大阪日本德国对抗赛，100米跑出12.4秒。在京都举行的朝鲜日本德国对抗赛上，100米跑出12秒，200米跑出24.4秒，跳远成绩为6.075米（100米和跳远因为顺风的关系未列入官方世界记录）。在沈阳举办的中国日本德国三国赛中，100米跑出12秒，60米跑出7.5秒。11月，参加第十六届日本陆上竞技选手权大会暨第五届明治神宫体育大会，200米跑出25.4秒，跳远跳出5.91米，400米接力赛作为L.A.C队的一员拿到51.6秒的新日本记录。
1930年2月，协助日本女子运动联盟筹措出战女子世界运动会的出征费用。5月参加第七届日本女子奥林匹克运动会，参加田径三项，拿到201分夺冠。在谷三三五处进行了为期一个月的集训。7月，参加日本女子运动联盟主办的渡欧女子选手送别竞技会，跳远拿到5.9米，标枪为37.84米，都刷新了日本记录（非正式）。9月6日，参加在布拉格举行的第三届女子世界运动会，跳远成绩是5.9米夺冠，田径三项拿到192分拿到亚军，标枪（600克）拿到季军，60米拿到季军，400米接力拿到殿军，100米半决赛被淘汰，200米决赛选择弃权。个人拿到总分13分，位于运动员总成绩的第二位。日本队总分拿到14分，在参赛的18个国家中排到第四位。9月8日因为下雨感觉身体不适。9月11日，参加在华沙举行的日本-波兰对抗赛，参加了60米（7.8秒），100米（12.6秒），跳高（1.4米），跳远（5.39米），铁饼（32.19米）和标枪（36.55米）六个项目，日本队拿到35分，输给了波兰队。9月13日参加在柏林举行的日本英国德国锦标赛，100米和跳远都拿到冠军，200米拿到亚军，标枪拿到季军。9月14日经瑞士前往巴黎休养。9月20日参加在布鲁塞尔举行日本-比利时对抗赛，100米，400米接力，铁饼和标枪全部夺冠。800米拿到亚军，日本队总分52分击败比利时队。晚上突然发高烧，但第二天继续参加在巴黎举行的日本-法国对抗赛，跳远、铁饼和标枪再次夺冠。80米、200米、400米接力和跳高都拿到亚军，日本队拿到38分，不敌法国队。之后前往伦敦乘船在11月6日回国。
虽然在世界女子奥林匹克大赛上取得不错的成绩，但整体比起之前的大赛以及阿姆斯特丹奥运会时有所滑落，日本国内对这些女队员的态度非常冷淡，导致她们内心受到伤害。另外在半个月的时间参加五场高强度的赛事，也造成了对人见严重的身体负担。人见回国后先回冈山老家休息一天，第二天就赶赴东京。虽然患上扁桃体炎，但她一直参与新闻社和筹措资金的工作，基本没有休息。1931年（昭和6年）从大阪的十三搬到尼崎的塚口。3月25日早上开始咳血，因为胸膜炎入住大阪帝国大学附属医院（现在的大阪大学医学部附属医院）。主治医生的妻子因为毕业于冈山高女，因此对人见诊疗非常认真。人见的病房外面贴着的名字是“轻井直子”。
5月31日，闻讯前来看望的二阶堂トクヨ看到人见重病缠身，留下了眼泪，并且给看护人藤村蝶留下50日元。后来人见搬到了别馆二楼的病房。到了7月，出现肺炎并发症，来看望她的运动员织田干雄写下一首绝句。7月29日，重新搬回本馆病房，说出“好痛苦”、“想回家”的话语。8月1日傍晚18点症状急速恶化，8月2日中午12点25分因肺结核去世，享年24岁。辞世句是“息も脈も高し されど わが治療の意気さらに高し”（呼吸和脉搏都提高了，但我治疗的气势也更高了）。这一天正好是人见在阿姆斯特丹奥运会拿到800米银牌的三周年。虽然人见的父母在收到病危通知之后急忙从冈山赶赴大阪，但却在姬路站的时候听到女儿的讣告。二阶堂トクヨ在《妇人公论》上评论道：“不是体育杀了绢枝，但绢枝却因体育而死”。
8月3日，人见的遗体在阿倍野斎场火化，8月5日，大阪每日新闻社举办告别仪式，超过1000人到场。国际女子体育联盟的阿丽斯·米莉亚（Alice Milliat）发来唁电。8月12日，人见在人见家菩提寺的妙法寺下葬，仍有成百上千人到场。人见绢枝的法号是“妙法高德院妙声日宏大姊”。负责看护的藤村家的墓地（位于八户市本觉寺）也有一座骨塔。

## 世界紀錄
經IOC（國際奧林匹克委員會）公證的紀錄。
| 100m | 12秒2 | 1928年5月20日 | 大阪   | 至同年7月2日止保持42天      |
| 200m | 24秒7 | 1929年5月19日 | 神宮   | 至1933年8月13日止保持1546天 |
| 跳遠 | 5m50  | 1926年8月28日 | 哥特堡 | 至隔年8月1日止保持337天     |
| 跳遠 | 5m98  | 1928年5月20日 | 大阪   | 至1939年7月30日止保持4087天 |

女子100m於1934年8月，女子200m於1935年8月，跳遠至1928年開始，IAAF（國際田徑聯合會）取代FSFI（國際女子運動聯盟）進行世界紀錄公證。

## 逸闻

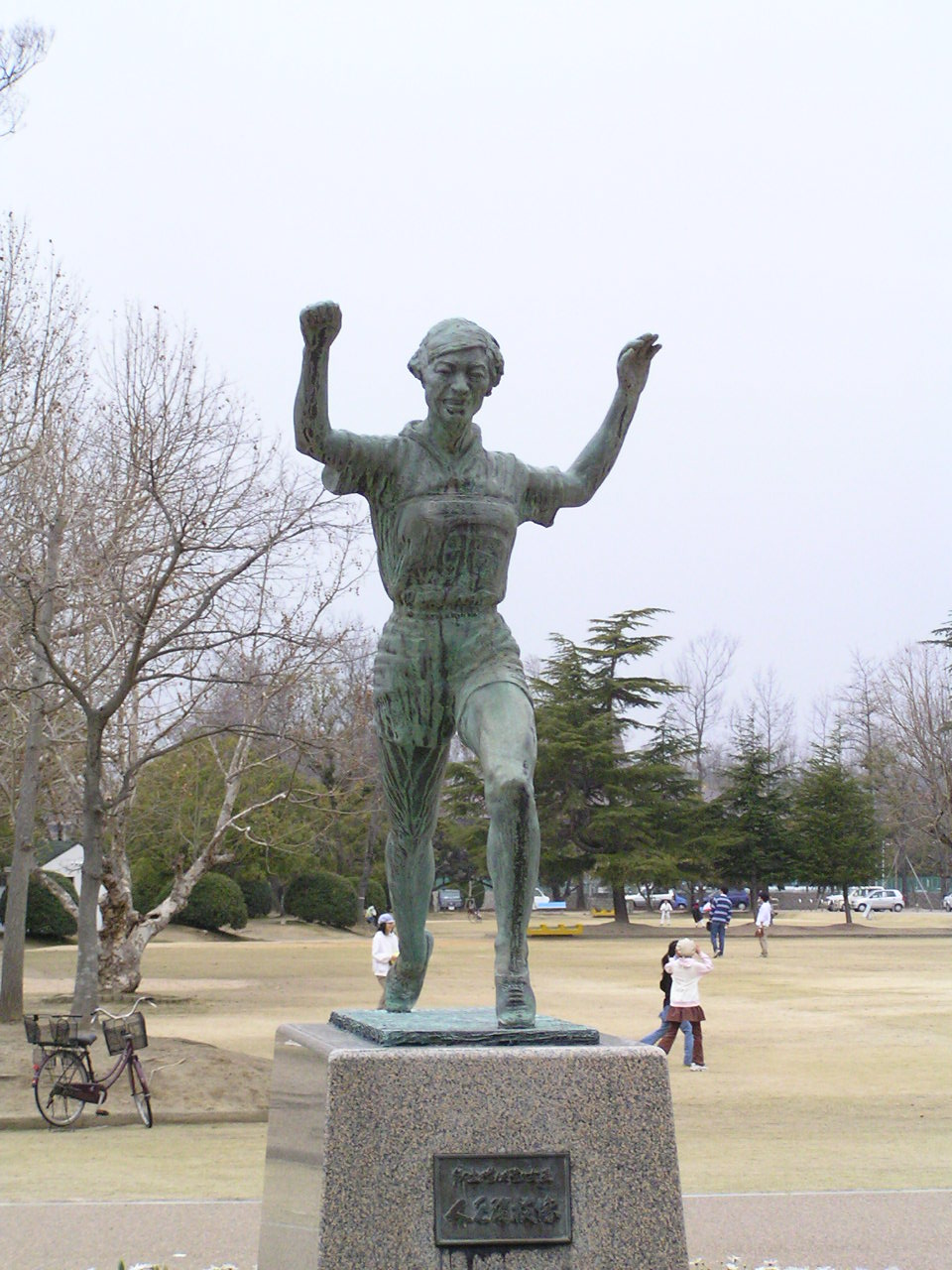
岡山縣綜合場地陸上競技場外的銅像

- 人见绢枝从学生时代就有文学才能，不管是在海外出赛还是在临终前的病床上都会吟咏短歌。
- 1924年入学二阶堂体操塾的时候，身高为五尺六寸（170cm），体重十五贯（56kg）。
- 擅长跑步、跳跃以及投掷类田赛项目，铁饼在完全没有经验的情况下在哥德堡当地购买铁饼进行一个月的快速训练后直接在第二届世界女子运动会上拿下亚军。
- 在参加奥运会之前，主动在跳远项目上申请挑战南部忠平，最后赢过他1cm。
- 在参加奥运会之前，从没有跑800米的经验，同时在被认为在相对熟悉的100米跑中未能晋级决赛，因此在开赛前表示“不管最后取得什么成绩，都是我第一次的成绩，不会再想要更多了。”最后冲过终点的人见和冠军拉德克全部失神，几乎所有参赛选手都累倒在地。考虑到运动员的情况，女子800米跑从下一届洛杉矶奥运会开始到1956年墨尔本奥运会为止都没有列入比赛项目[註 3]。
- 人见死后，在布拉格树立了纪念人见在第三届世界女子运动会优异表现的纪念碑，纪念碑的部分费用由二阶堂トクヨ资助。
- 1992年巴塞罗那奥运会上获得女子马拉松银牌的有森裕子也是冈山人，她祖母是人见的学妹，因此有森也非常崇敬人见。同时有森拿到银牌的时间是巴塞罗那当地的8月1日（晚间），但在日本却是和人见获得银牌相同的8月2日（凌晨），被誉为“奇妙的缘分”。
- 当时日本国内对女子田径项目及运动员有严重的偏见，为此人见在这方面表达了多次不满和抗争。
- 人见获得的银牌一般认为在1943年发布金属类回收令中被征收掉了，但在2000年人见用过的床具中发现，应是被家人隐藏起来躲过了征收。
- 1964年东京奥运会圣火传递经过冈山的时候，人见著作抱着女儿的遗像等在冈山县厅前面迎接时喊道：“绢枝啊，这就是奥运圣火啊！”
- 人见出身的冈山市南区福浜的道路——冈山县道40号冈山港线被称为“人绢道路”。本来是连接可乐丽的人绢（嫘萦）生产工厂和市中心的道路，但是凑巧也成为人见绢枝名字的缩写。人见的母校——冈山市立福浜小学校也在这条路上。
- 冈山市从1982年开始举办“山阳女子路跑大赛”10km路跑比赛被称为“人见绢枝杯”。
- 人见的母校之一——二阶堂体操塾，也就是现在的日本女子体育大学，从2003年开始举办挖掘和培养青少年女田径运动员的“人见绢枝杯陆上竞技大会”。
- 冈山市从2005年开始作为振兴冈山体育事业的一环，创设“冈山市人见绢枝体育荣誉奖”，每年为有出色表现的冈山体育个人、团队举办颁奖典礼。
- 合并自人见任职过的大阪每日新闻社的每日新闻社从1993年开始创设“每日体育人奖”，每年评选最高奖（奖金200万日元）和其他奖项（奖金100万日元）。

## 著作

### 已绝版
- 《最新女子陆上竞技法》，文展堂书店，1926年。
- 《アルス运动讲座 -女子竞技-》アルス社，1928年。
- 《鞋钉的痕迹》，平凡社，1929年（记录早年到参加1928年奥运会的自传）
- 《进入目标》，一成社，1931年（《鞋钉的痕迹》的续集，从奥运会写到1930年回国）
- 《妇人公论大学体育篇——陆上竞技》，中央公论社，1931年（合著）
- 《说起女子体育》，人文书房，1931年

### 已重刊
- 《鞋钉的痕迹》《进入目标》，传记·人见绢枝，大空社，1995年
- 《女子体育基本文献集 第11卷》，大空社，1995年，收录《最新女子陆上竞技法》
- 《日本体育基本文献集 大正·昭和战前期 第33卷》，日本图书中心，1998年，收录《进入目标》

### 新编
- 《燃烧的短跑运动员 人见绢枝自传》，织田干雄，户田纯（编辑），山阳新闻社出版局，1983年，将《鞋钉的痕迹》《进入目标》主要部分翻译成现代日语并重新编辑
- 《人见绢枝 燃烧的短跑运动员》，织田干雄，户田纯（编辑），日本图书中心，1997年，上作的重改标题，ISBN 978-4820542735

## 登场作品

### 电视节目
- 西田光的痛快人间传 -Dashing life story-（NHK综合频道／1991年11月24日）
  - “日本第一位女性银牌得主”
- 转动历史的时刻 （NHK综合频道／2004年8月16日）
  - “奇跡の銀メダル 人見絹枝 〜日本女子初メダル獲得の時〜”
- 历史秘话（NHK综合频道／2012年7月4日）
  - ““なでしこジャパン”はここから始まった! 〜人見絹枝〜”
- THE 歴史列伝〜そして傑作が生まれた〜（BS-TBS／2014年6月13日）
  - “女性アスリートの魁・人見絹枝”
- 英雄たちの選択（NHK BSプレミアム／2016年6月2日）
  - “目指せ！“なでしこ”たちの祭典〜人見絹枝の決断〜”
- 智慧泉（NHK E电视／2019年3月19日）
  - “道を開いた女性たち オリンピックメダリスト 人見絹枝”
- 偉人の年収 How much? (NHK E电视／2023年9月4日)
  - “陸上選手 人見絹枝”

### 漫画
- 转动历史时刻 漫画版　感动体育篇
  - “奇跡の銀メダル人見絹枝—日本女子初メダル獲得の時”。作画：西田真基
- 失去荣誉的天才们
  - 单行本第1卷
- ポプラ社 漫画世界传记
  - 46 人见绢枝 作画：藤丘ようこ 监修：小原敏彦  ISBN 978-4591166048

## 扮演者
- 松下由树 - 1992年 毎日放送・TBS电视台纪念每日新闻创刊120周年播放的特别电视剧——《红色闪电 人见绢枝》
- 菅原小春 - 2019年  NHK大河剧・《韦驮天～东京奥运故事～》

## 扩展阅读
- 《記録をうちたてた人々》（铃木凉德(著)、さ・え・ら書房，介绍人见绢枝等人，1965年。ISBN 978-4378018065)
- 《わが人見絹枝伝抄 詩集》（户田纯(著)、诗之家，Part 10、1997年）
- 《燃え尽きたランナー 人見絹枝の生涯》（小原敏彦(著)，大和書房，1981年）
- 《朝やけのランナー みじかい人生を全力疾走した人見絹枝》（真锅和子(著)，こさかしげる(画)，PHP研究所，1984年。ISBN 978-4569587448）
- 《栄光なき天才たち 1》（伊藤智义(著)，森田信吾(绘)，集英社，1987/11，第7话收录《人见绢枝》。ISBN 978-4088614731）
- 《人見絹枝物語　女子陸上の暁の星(朝日文庫)》（小原敏彦(著)，朝日新聞社，1990年。ISBN 978-4022605849）
- 『知ってるつもり?! 10 心やさしき勝利者たち』（日本电视，1993年，收录人见绢枝・嘉納治五郎・大江季雄・西田修平・バロン西・ベーブ・ルース・猫田勝敏等人。ISBN 978-4820393016）
- 『栄光なき天才たち 1』（伊藤智義(著)，森田信吾(绘)，集英社，1997年，收录《人见绢枝》。ISBN 978-4086170925）
- 《はやての女性ランナー 人見絹枝讃歌》（三泽光男(著)，不昧堂出版，2005年）
- 《ライジングガール! 人見絹枝物語》（比古地朔弥(著)，祥伝社，2005年。ISBN 978-4396763640）
- 《KINUEは走る 忘れられた孤独のメダリスト》（小原敏彦(著)、健康ジャーナル社，2007年。ISBN 978-4907838386）
- 《人見絹枝 : 生誕100年記念誌》（永岛惇正(编)，日本女子体育大学，2008年）
- 穴水恒雄《人として女として―二階堂トクヨの生き方―》，不昧堂書店，2001年5月30日，182頁。ISBN 4-8293-0403-0。
- 勝場勝子・村山茂代《二階堂を巣立った娘たち―戦前オリンピック選手編―》不昧堂出版，2013年4月18日，171頁。ISBN 978-4-8293-0498-3。
- 南部忠平《南部忠平自伝》ベースボール・マガジン社，1981年6月1日，131頁。全国書誌番号:81046632

## 备注
1. ↑  之后日本女运动员在奥运会田径项目上拿到奖牌是1992年夏季奥林匹克运动会上有森裕子拿到女子马拉松银牌，已经过了64年。
2. ↑  人见为了激励自己而改的名字。
3. ↑  至今参加过奥运会800米比赛的日本运动员仅有两人，分别为1964年东京奥运会的木崎正子和2004年雅典奥运会的杉森美保。

## 外部連結
- 人見絹枝在国际奥林匹克委员会的资料
- 人見絹枝在的頁面